# Sandy Duncan
Sandra Kay Duncan (nascuda el 20 de febrer de 1946) és una actriu, cantant i ballarina nord-americana, tant als escenaris com a la televisió. És coneguda per les seves actuacions en el revival de Peter Pan a Broadway i a la sitcom The Hogan Family. Duncan ha estat nominada a tres premis Tony, dos Emmy i dos Globus d'Or.

## Biografia
Duncan va néixer a Henderson, Texas, filla de Sylvia (1922–1997) i Mancil Ray Duncan (1921–1994), el 20 de febrer de 1946. Ella i la seva germana Robyn van ser criades a Tyler, Texas, prop de Henderson.

### Carrera

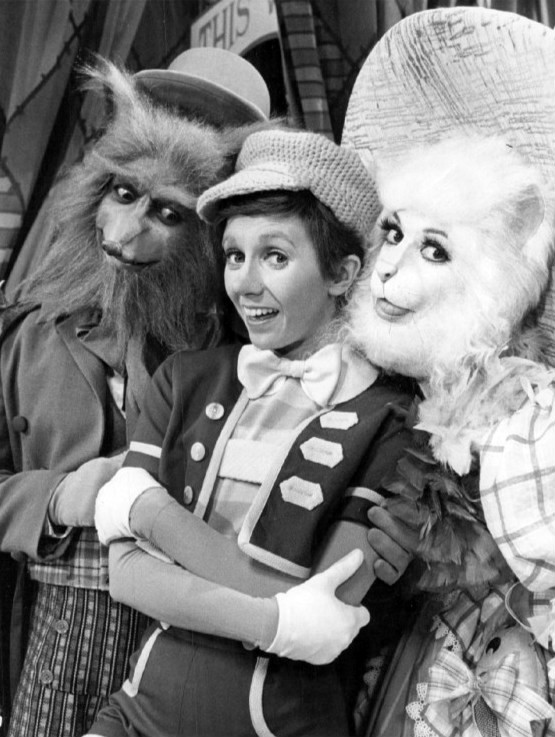
Duncan com a Pinocchio amb Flip Wilson com la Guineu i Liz Torres com a "Gat" (musical de TV, 1976)

Va començar la seva carrera a l'espectacle als 12 anys, treballant en una producció local de The King and I per 150 dòlars a la setmana. A finals dels anys seixanta, Duncan era una actriu desconeguda a Los Angeles quan va ser seleccionada per a una part en un anunci del United California Bank (posteriorment el First Interstate Bank i posteriorment fusionat amb Wells Fargo), interpretant una caixera bancaria que troba impossible de pronunciar el nom grec del client "Nicholas H. Janopaparopoulos", malgrat diversos intents. Aleshores, ella demana disculpes: "T'importa si només et dic 'Nick'?" El 1968, va passar un breu temps d'actuar en el telenovel·la Search for Tomorrow.
El 1970, va ser nomenada una de les "cares més prometedores del demà" per la revista Time. També aquell any, va protagonitzar el revival de Broadway de The Boy Friend, pel qual va rebre crítiques favorables. Duncan va fer el seu debut al cinema protagonitzant amb Dean Jones a comèdia familiar de Walt Disney The Million Dollar Duck. Ella va ser elegida com "Amy Cooper" en la versió cinematogràfica Paramount de Star Spangled Girl, basada en l'obra de Neil Simon a Broadway. Ambdues pel·lícules van actuar malament a taquilla. A la tardor de 1971, Duncan va actuar com "Sandy Stockton" a la comèdia de la CBS Funny Face. El programa es va programar en horari de primera hora de dissabte a la nit entre between All in the Family i The New Dick Van Dyke Show. Els crítics van acomiadar el programa, però van lloar Duncan, especialment el columnista de TV Guide Cleveland Amory, que la va qualificar de "una meravellosa còmica".
Mentrestant, poc després de l'estrena, Duncan va haver de sotmetre's a cirurgia per extirpar un tumor cerebral benigne darrere del seu nervi òptic esquerre. Com a resultat, va perdre la visió a l'ull, però no es va substituir per un ull protètic, com afirmen alguns mites urbans. Va perdre la visió a l'ull esquerre, però perquè l'ull encara li rastrejava l'ull dret, Duncan i els seus metges van triar deixar el seu ull natural al seu lloc. Tot i que la recuperació de Duncan de l'operació va ser ràpida, la CBS va suspendre la producció fins a l'any següent, després del dotzè episodi, i el pilot de la sèrie original va servir com a 13è (i últim) episodi. En un primer moment, la puntuació de Nielsen de Funny Face era baixa, situant-se per sota del 50; finalment, van pujar fins al número 17, i es va considerar el nou espectacle que més va agradar d'aquella temporada de televisió. Per tots els seus esforços, Duncan va rebre una nominació a un Premi Emmy per "Excel·lent interpretació continuada d'una actriu en un paper principal en una sèrie de comèdia". El setembre de 1972, el programa va tornar com The Sandy Duncan Show, amb un format revisat i nous escriptors; també tenia una nova franja horària, el diumenge a les 20.30 hores. La reacció crítica al programa va ser similar a la de Funny Face, però sense la forta entrada de dissabte a la nit de All in the Family, les valoracions es van reduir. Després de 13 episodis, CBS va cancel·lar la sèrie. El 1976, Duncan va interpretar el paper principal en una adaptació musical per televisió de Pinocchio, amb Danny Kaye com "Mister Geppetto" i Flip Wilson com "la guineu". També va actuar com a estrella convidada en un episodi de la primera temporada de The Muppet Show. A continuació, per la seva interpretació com "Missy Anne Reynolds" a la minisèrie Roots, va obtenir una altra nominació als Emmy. Va ser llavors quan va tornar a Broadway durant molts anys. El 1979, la seva carrera com a protagonista a Peter Pan va obtenir molts premis. També va tenir funcions de reemplaçament a My One and Only i Chicago.
Duncan va ser nominada al premi Tony tres vegades: el 1969, com a millor actriu de repartiment de musical per Canterbury Tales ; el 1971, com a millor actriu protagonista de musical per The Boy Friend i el 1980 per Peter Pan.
El 1972, va aparèixer una versió animada de Duncan (que va contribuir amb la seva pròpia veu) a "Sandy Duncan's Jekyll and Hyde", un episodi de dibuixos animats de CBS dissabte al matí The New Scooby-Doo Movies. El 1976, va ser protagonista de The Six Million Dollar Man i The Bionic Woman interpretant el paper de Gillian en els episodis de "The Return of Bigfoot". El 1978 va protagonitzar The Cat from Outer Space de Disney al costat de Ken Berry, Harry Morgan i Roddy McDowall. Des de mitjan anys 70 fins als anys 80, Duncan va ser la portaveu comercial de la introducció de les galetes Nabisco's Wheat Thins.
El 1981, va doblar Vixey a The Fox and the Hound. El 1984 va protagonitzar una revisió de cançons i danses anomenada 5-6-7-8...Dance! al Radio City Music Hall i va fer doblatges per a l'espai especial de televisió My Little Pony a Rescue at Midnight Castle com Firefly i Applejack. Del 1986 al 1987, va reprendre el seu paper com a Firefly a la sèrie de televisió My Little Pony'n Friends. El 1987, es va unir al repartiment de la NBC Valerie's Family (anteriorment coneguda com a Valerie, que més tard seria el nou títol The Hogan Family) després que Valerie Harper fos acomiadada de la sèrie. Duncan interpretava la cunyada del matriarca, Sandy Hogan, que es va mudar amb el seu germà Mike (Josh Taylor) i els seus tres fills per ajudar a criar la família després de la mort de Valerie Hogan. Duncan va quedar amb la sèrie a través de la seva cancel·lació el 1991 (la darrera temporada que va emetre a CBS). El 1988, va treballar en els primers tres vídeos infantils de Barney and the Backyard Gang. Es va demanar a Duncan que participés a la sèrie de televisió Barney & Friends, però va rebutjar l'oferta. El 1991, ella va donar veu a Peepers the mouse a la pel·lícula de Don Bluth Rock-a-Doodle. El 1994, va donar veuy a la reina Uberta a la pel·lícula de Richard Rich The Swan Princess.
El 2003 va aparèixer al repartiment rotatiu de la lectura en escena a l'Off-Broadway de Wit & Wisdom. Al maig de 2008, va interpretar un dels papers principals al musical No, No, Nanette; una producció dels Encores! anuals a Nova York. A l'abril de 2009, va interpretar el paper principal de l'obra Driving Miss Daisy al Teatre Casa Mañana de Fort Worth, Texas. Al setembre de 2009, va interpretar el paper principal a l'obra de The Glass Menagerie de Tennessee Williams a la Mountain Playhouse de Jennerstown, Pennsilvània.. Ella també ha estat en moltes produccions teatrals itinerants, incloent  The King and I.
El 12 de febrer de 2016, Duncan va entrar en el paper de Madame du Maurier en la producció de Broadway de Finding Neverland. El 17 de febrer, els productors del programa van anunciar que prendria una excedència temporal a causa de les obligacions familiars.

## Vida personal

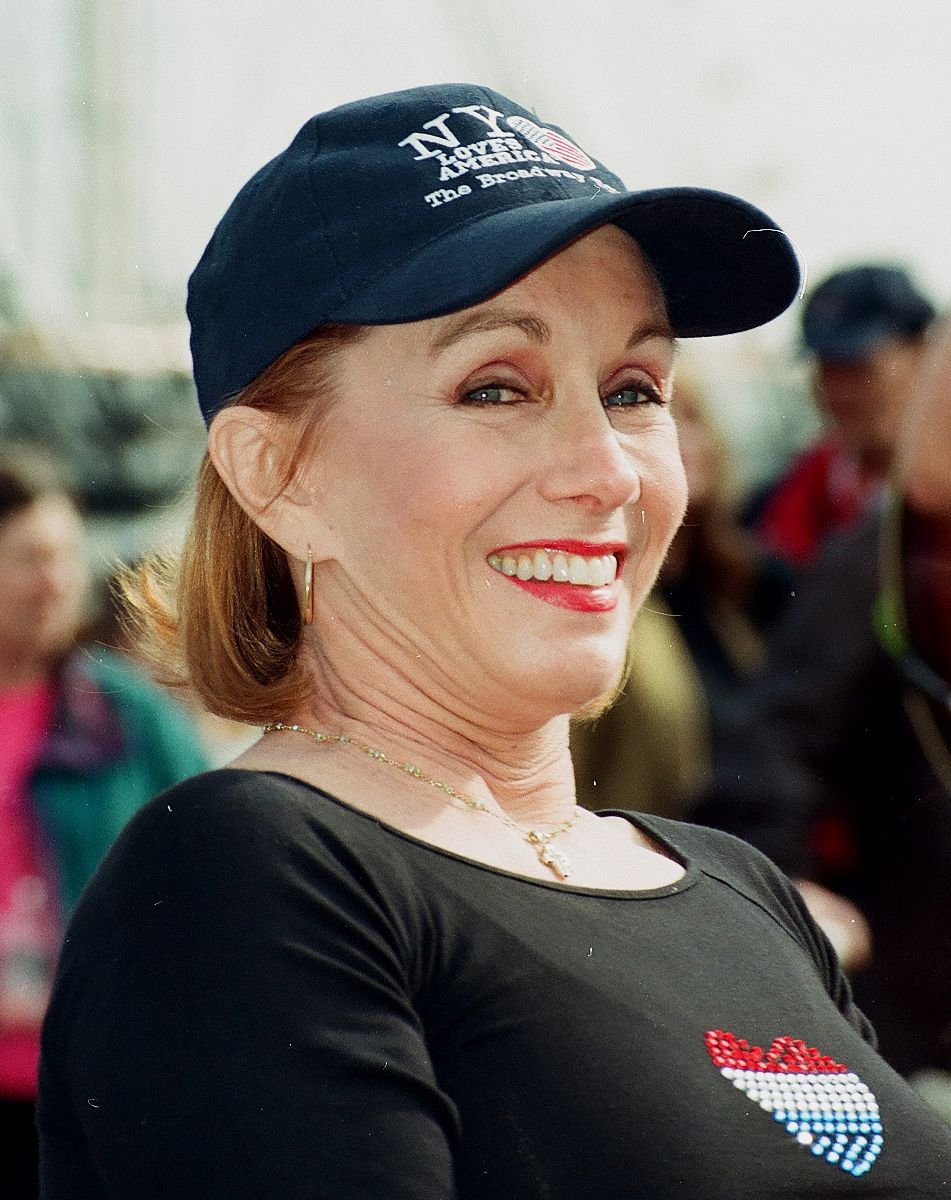
Duncan el 1999

Va conèixer el cantant i actor Bruce Scott (nascut Bruce Scott Zaharaides) durant la producció fora de Broadway de Your Own Thing, i es van casar el setembre de 1968. El seu divorci, finalitzat a l'octubre de 1972, va ser causat per les tensions derivades de l'èxit i ascens a l'estrellat de Duncan. Duncan va dir a la revista People el 1979 que "Va ser molt amenaçador per a Bruce".
El seu segon matrimoni fou amb el doctor Thomas Calcaterra el 10 de gener de 1973; va durar fins al 1979. Duncan va conèixer Calcaterra quan era cirurgià consultor en la seva cirurgia de tumor cerebral, després de la qual van començar a sortir. Aquest matrimoni també va fracassar, segons Duncan, a causa de les exigències del seu acte de nightclub amb què va fer gita el 1978 i la seva negativa a quedar-se a casa i intentar ser una bona "dona del metge".
Des del 21 de juliol de 1980, està casada amb Don Correia. Tenen dos fills, Jeffrey (nascut el 5 d'octubre de 1982) i Michael (nascuts el 19 de març de 1984). Ella i el seu marit viuen a la ciutat de Nova York .
El seu pare, Mancil Ray Duncan, va morir el 22 de desembre de 1994, i la seva mare va morir el 23 de desembre de 1997.
La ciutat de Taylorville, Illinois (a prop de Springfield) va nomenar un carrer en honor seu, "Sandy Duncan Drive". El seu personatge a Funny Face i The Sandy Duncan Show, Sandy Stockton, era de Taylorville.

## Crèdits professionals

### Filmografia
- Midnight Cowboy (1969) (sense aparèixer als credits)
- The Million Dollar Duck (1971)
- Star Spangled Girl (1971)
- Pinocchio (1976 telefilm)
- Christmas in Disneyland (telefilm de 1976)
- The Cat from Outer Space (1978)
- The Fox and the Hound (1981) as Vixey (veu)
- Parade of Stars (telefilm de 1983)
- My Little Pony (telefilm de 1984) (veu)
- My Boyfriend's Back (telefilm 1989)
- Rock-a-Doodle (1991) com Peepers (veu)
- Miracle on Interstate 880 (telefilm de 1993)
- The Swan Princess (1994) as Queen Uberta (veu)
- The Swan Princess: Sing Along (1998 short) com Queen Uberta (veu)
- Never Again (2001)
- G Spots? (2001 short)

### Televisió i vídeo
- Search for Tomorrow (cast member in 1964)
- Bonanza, episodi "An Earthquake Called Callahan", as Angeline (1971)
- The Sandy Duncan Show (1971–1972)
- The New Scooby-Doo Movies (1972)
- Family Theatre: Married Is Better (1974)
- Sandy in Disneyland (1974)
- The Sandy Duncan Special (1974)
- The Bionic Woman (1976)
- Pinocchio (1976)
- The Six Million Dollar Man (1976)
- The Muppet Show (1976)
- Roots (1977) (miniseries)
- The Love Boat (1977)
- The Funny World of Fred and Bunni (1978) (unsold pilot)
- My Little Pony: Rescue at Midnight Castle (1984) (veu)
- My Little Pony (cast member from 1986–1987) (veu)
- Act II (1987) (unsold pilot)
- The Hogan Family (cast member from 1987–1991)
- Barney & the Backyard Gang (cast member in three episodis in the summer of 1988: A Day at the Beach, The Backyard Show, Three Wishes)
- My Boyfriend's Back (1989)
- Miracle on Interstate 880 (1993)
- Law & Order (1995), Season 6, Episode 6, "Paranoia", as Shelly Kates[9]
- Ka-Ching! (TV series) (2008)
- Law & Order: Special Victims Unit (2014, 2015), two episodis as Judge Virginia Farrell

### Teatre
- The King and I (1958)
- Billion Dollar Baby (1961)
- South Pacific (1962)
- Show Boat (1963)
- Apollo and Miss Agnes (1963)
- My Fair Lady (1964)
- The Sound of Music (1964)
- Brigadoon (1965)
- The Music Man (1965)
- Carousel (1966)
- Peter Pan (1966)
- The Sound of Music (1967)
- Finian's R>ainbow (1967)
- Life With Father (1967)
- Wonderful Town (1967)
- The Ceremony of Innocence (teatre) (1968)
- Your Own Thing (1968)
- Canterbury Tales (1969)
- Love Is a Time of Day (1969)
- The Boy Friend (1970)
- Vanities (1976)
- Peter Pan (1979–1981)
- 5-6-7-8... Dance! (1984)
- My One and Only (1985–1986)
- Waitin' in the Wings (1986)
- Chicago (1996–1997)
- Jubilee (1998)
- Two for the Show (1999)
- The Witches of Eastwick (1999) (lectura)
- Anything Goes (2002)
- The Fourth Wall (2002)[10]
- The Grass Harp (2003)
- The King and I (2004)
- Mame (2006)
- Mud Donahue's Eccentric Son (2007)
- No, No, Nanette (2008)
- Driving Miss Daisy (2009)
- The Glass Menagerie (2009)
- Driving Miss Daisy (2014)
- Finding Neverland (2016)
- Love Letters (2018)